# Charagua (plaats)
Charagua is een dorp in het zuidoosten van Bolivia. Charagua ligt in de provincie Cordillera (departement Santa Cruz) aan de rand van de geografische zone van de Gran Chaco, de grote vlakte in het grensgebied tussen Bolivia en Paraguay.
Het ligt op een hoogte van ongeveer 800 meter boven zeeniveau. De gemiddelde neerslag is ruim 800 millimeter per jaar. Deze neerslag valt vaak geconcentreerd in een aantal felle buien in de maanden januari, februari en maart.
In mei en juni treedt er vaak een "Surazo" op, een zuidenwind, waarbij het dagenlang kan motregenen bij temperaturen van ongeveer vijf graden boven nul.

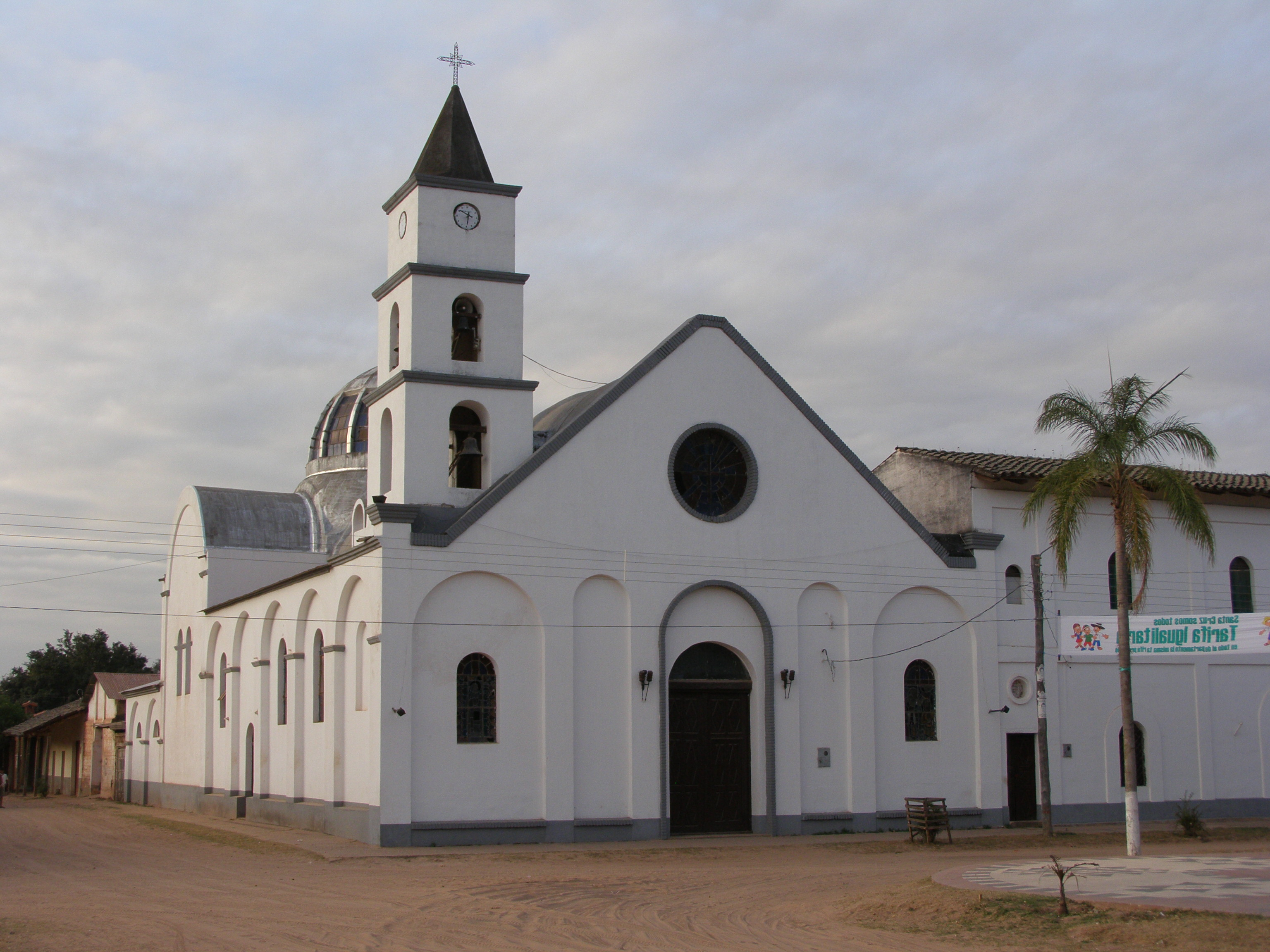
De kerk van Charagua

Charagua bestaat uit twee gedeeltes. Het oude dorp (¨Pueblo¨) ligt tegen de uitlopers van de Andes. Een nieuwer dorp (¨Estación¨) ligt op een afstand van zeven kilometer aan de spoorlijn van Santa Cruz de la Sierra naar Argentinië. Schattingen over het inwonertal van het eerste dorp variëren in 2007 tussen 2000 en 6800; Estación heeft tussen de 1200 en 2000 inwoners.
Charagua is gesticht rond 1879 en wordt bevolkt door enerzijds de nazaten van de blanke veeboeren en anderzijds de Guaraní-indianen. Sinds ongeveer 1980 is er sprake van een behoorlijke immigratiestroom van indianen uit de hoger gelegen delen van de Andes, waardoor de handel in het dorp is toegenomen.
Rond 1988 vestigden zich de eerste Mennonieten in een kolonie op ongeveer 15 km ten oosten van Charagua.

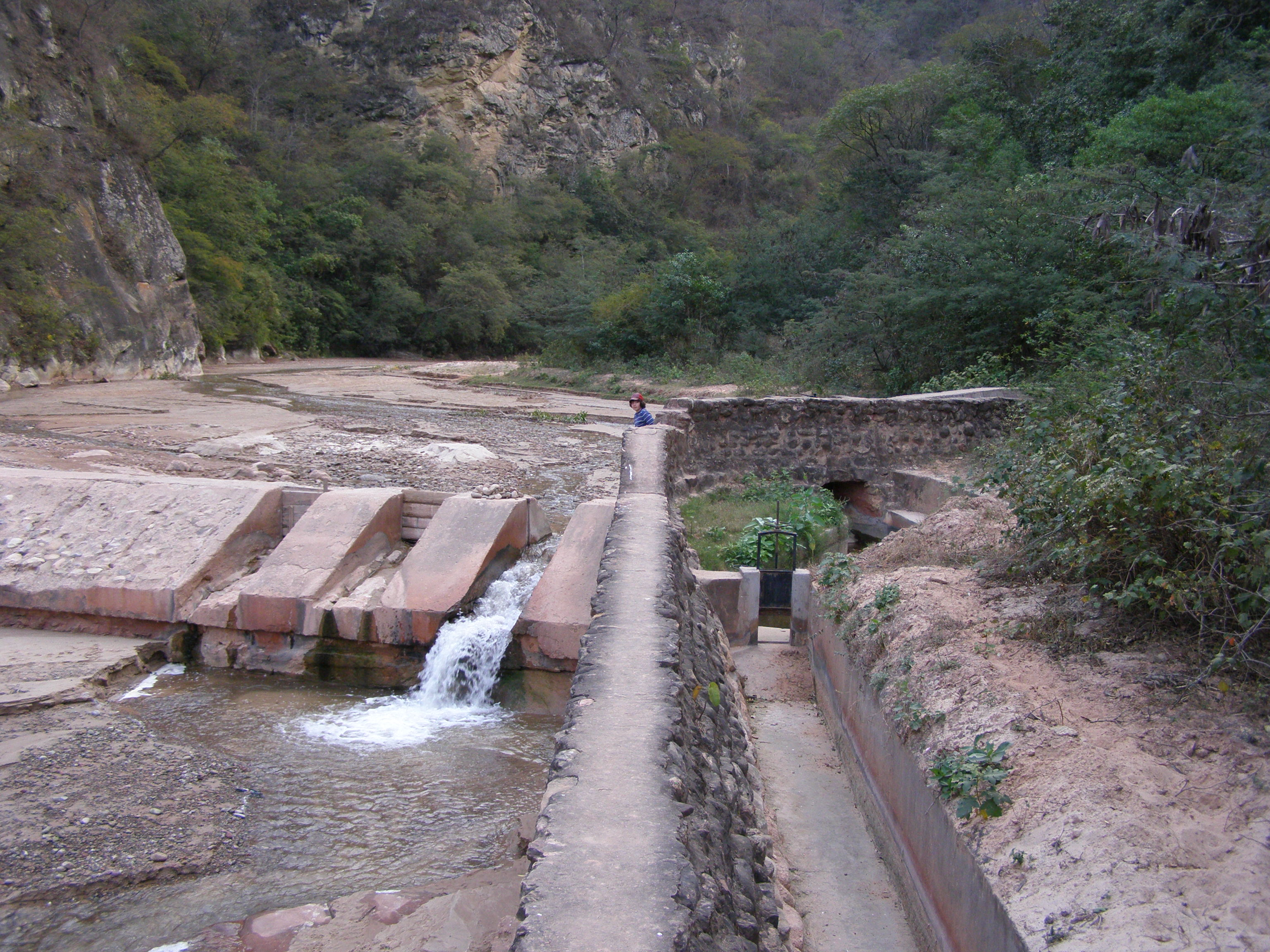
De dam van het irrigatiestelsel van Charagua

## Irrigatiestelsel van Charagua
In de jaren 50 van de 20e eeuw heeft men het irrigatiestelsel van Charagua aangelegd. La Coöperativa de Riego ¨21 de Abril¨ heeft in 2007 ongeveer 63 geregistreerde gebruikers. Het debiet varieert van 60 liter per seconde in augustus tot 90 l/s in januari. De kanalen reiken in dat jaar tot het 11 kilometer oostelijk van de inlaatdam gelegen landgoed Itaguazurenda. Hier wordt het water vooral gebruikt om de ¨atajados¨ (stuwmeren gemaakt van aarden dammen) voor de veehouderij te vullen. Elders wordt het water gebruikt voor irrigatie.
De gebruikers betalen voor een abonnement van een aantal uren per maand. In 2007 moeten zij 100 Bolivianes (ongeveer 10 euro) per ¨maanduur¨ betalen.

## Externe link

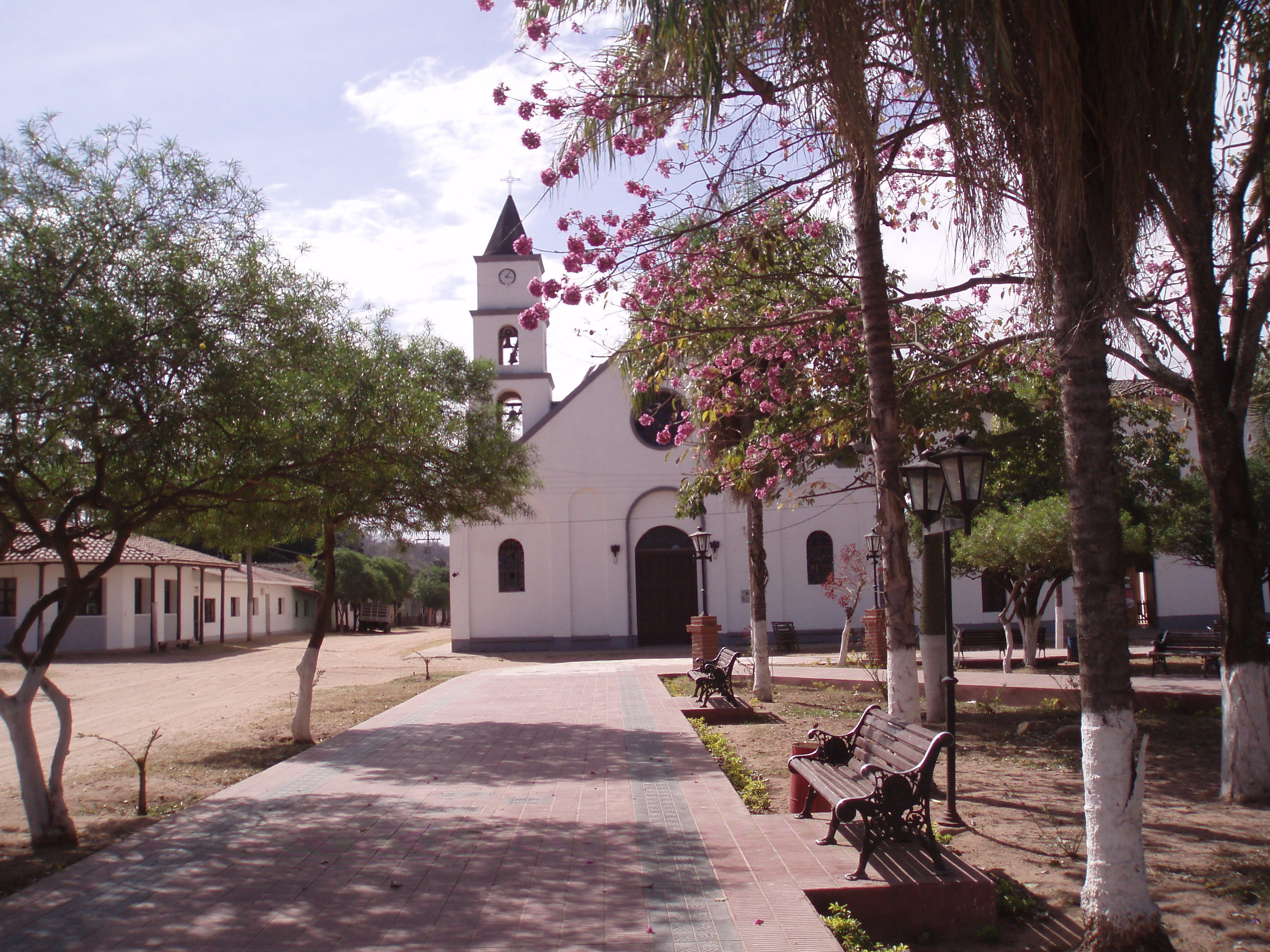
Het plein van Charagua
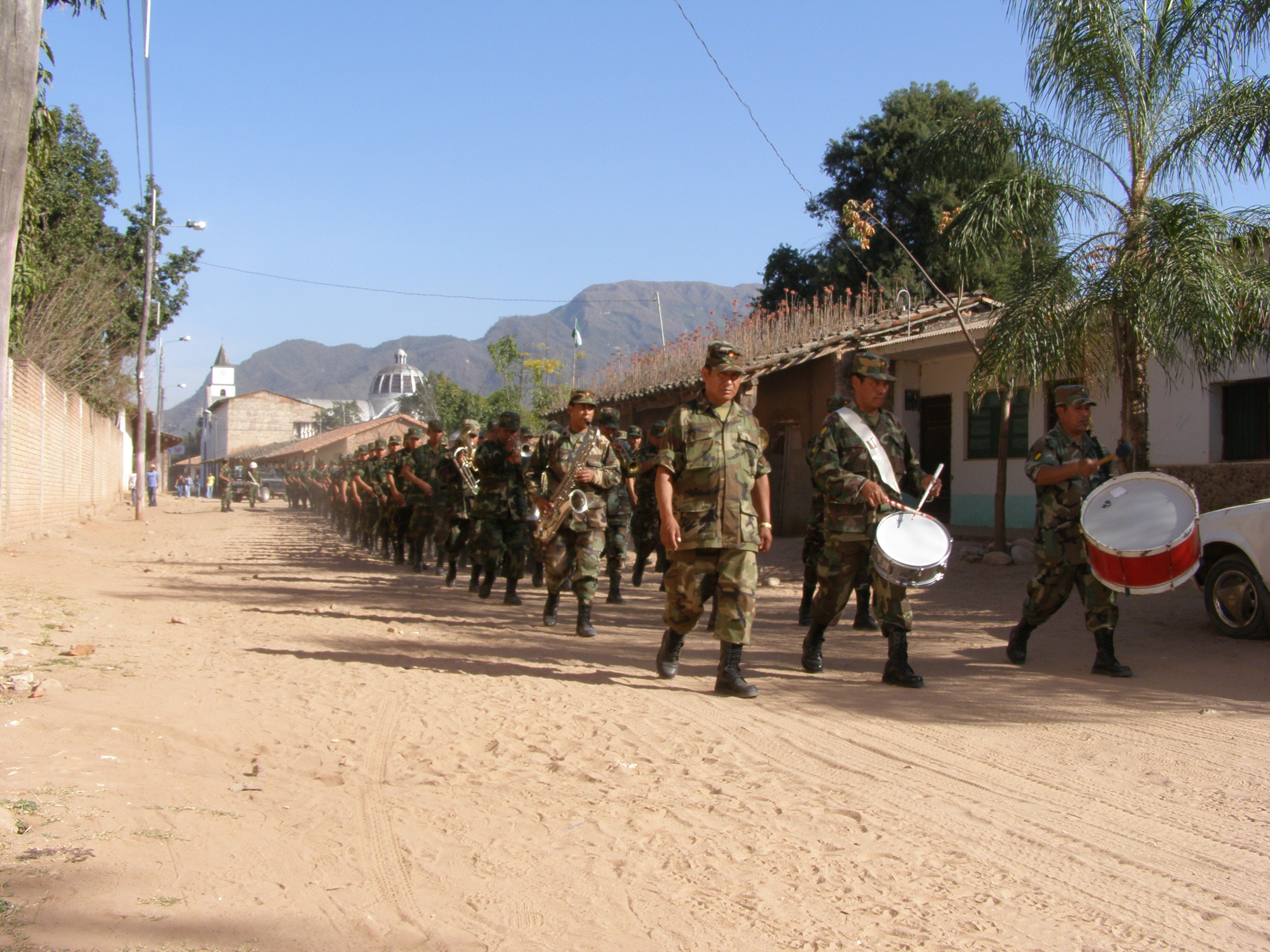
Na de mis op zondagmorgen
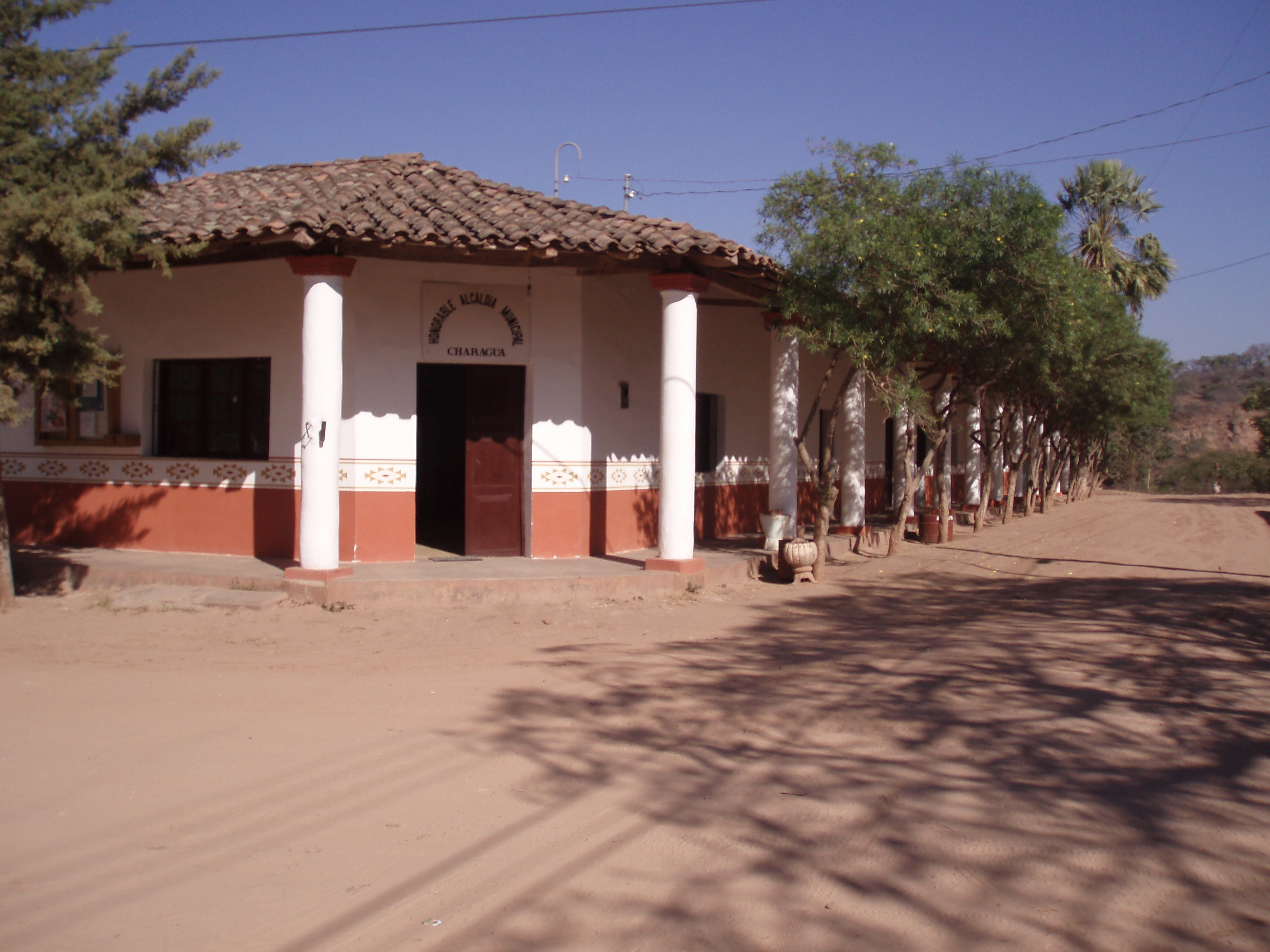
Het gemeentehuis van Charagua
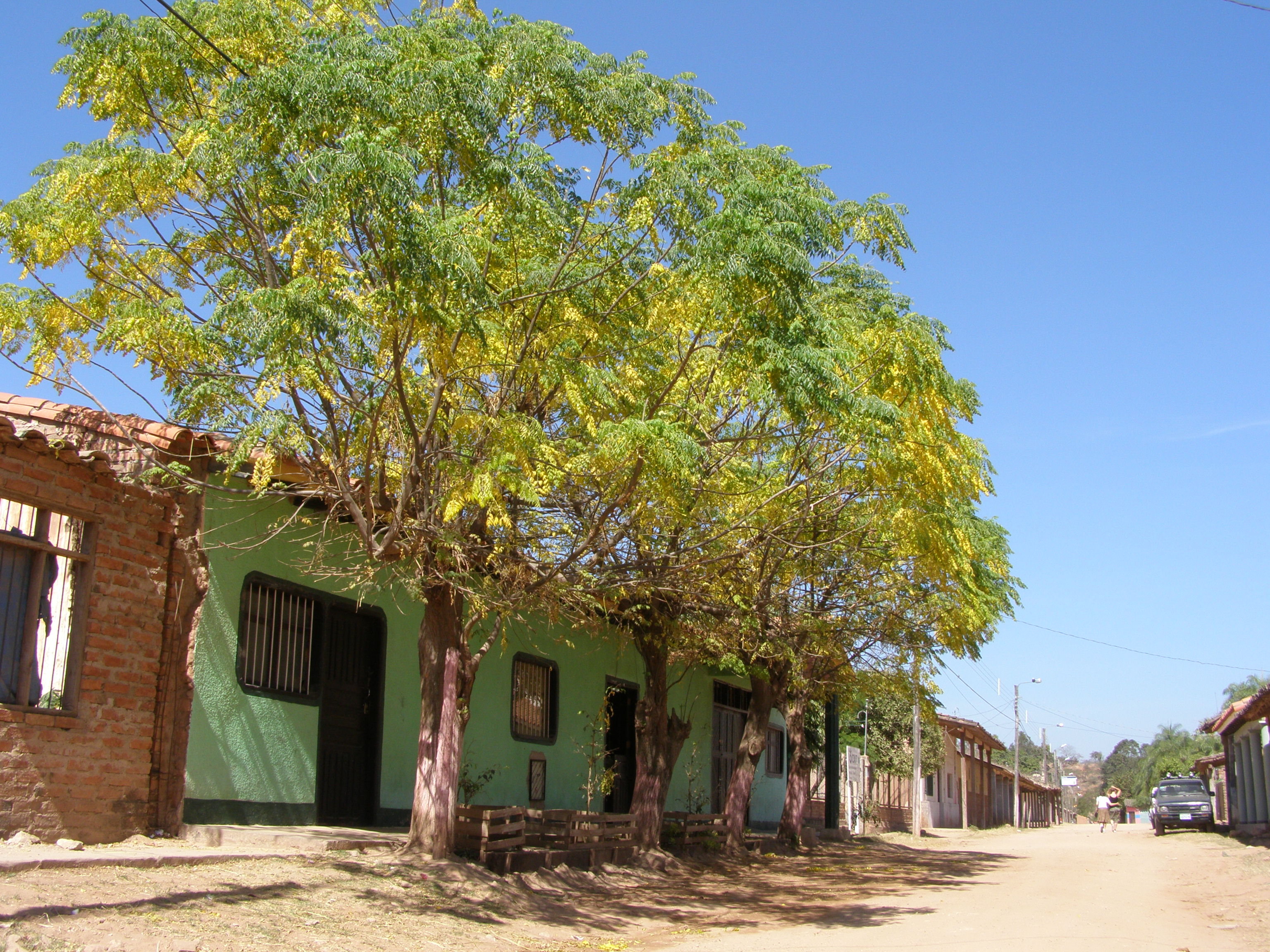
Straatbeeld in Charagua

## Guaraní-gemeenschappen van Charagua Norte
- Capiguazuti
- Pirití
- Güirapucuti
- Tacuarembó
- Taputá
- Taputamí
- Masavi
- El Espino
- Chorritos
- San Lorenzo